# Vlag van Oekraïne
De vlag van Oekraïne (Oekraïens: державний прапор України, derzhavniij prapor Ukraijinij letterlijk "staatsvlag van Oekraïne") bestaat uit twee horizontale banen, een blauwe en een gele. Oekraïne is eeuwenlang een onderdeel van Rusland (of de Sovjet-Unie) en in mindere mate Oostenrijk-Hongarije geweest, maar voerde/voert zowel in de korte periode van onafhankelijkheid tussen 1918 en 1919 (1921) als sinds 25 december 1991 verkregen hernieuwde zelfstandigheid een blauw-gele vlag.

## Symboliek
Er is niet één gebeurtenis of gedachte in de geschiedenis van de Oekraïense vlag geweest die ervoor zorgde dat blauw en geel de nationale kleuren van Oekraïne zijn geworden. Wel hebben de kleuren in de geschiedenis van de verschillende delen van het huidige Oekraïne belangrijke symbolische rollen gespeeld, met name als symbolen van het Hoogmiddeleeuwse vorstendom Galicië-Wolynië en later de streek rond Lemberg alsmede als symbool van de Kozakken die in de 18e eeuw samen met Zweden tegen Rusland vochten. Ook waren blauw en geel de kleuren van Oekraïense staten die zich in de periode 1917-1919 kortstondig konden handhaven.

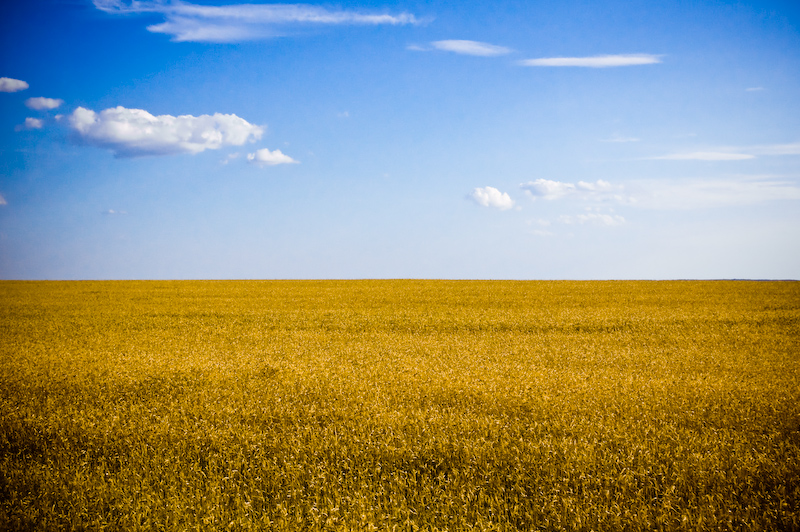
Typisch Oekraïens agrarisch landschap in de oblast Cherson

In Oekraïne ziet men nu echter een andere betekenis in de kleurencombinatie blauw-geel: deze staat voor de uitgestrekte graanvelden onder de blauwe Oekraïense hemel. Deze breedgedragen symboliek is echter pas gedurende de tweede helft van de negentiende eeuw bedacht door nationalisten die een uitleg wilden voor de kleuren van de vlag. Deze uitleg heeft de vlag echter wel gevormd: voordat zij bedacht werd, plaatste men meestal de gele band boven de blauwe in plaats van andersom.

## Ontwerp

Zonder wapen

De vlag, met een hoogte-breedteverhouding van 2:3, bestaat zoals vermeld uit twee horizontale banen in de kleuren blauw en geel. Elk van de banen neemt de helft van de hoogte van de vlag in.

### Kleuren
Afgezien van de vermelding dat de vlag uit de kleuren "blauw en geel" bestaat, is de Oekraïense wet zwijgzaam over de kleurenspecificaties. Heraldische groepen hebben deze lacune geprobeerd te vullen door de 'echte' kleuren van de vlag te specificeren. Vexilla Mundi geeft de volgende specificaties:
| Codering         | Blauw      | Geel       |
| ---------------- | ---------- | ---------- |
| Pantone          | 285 C      | 108 C      |
| RGB-kleursysteem | 58-117-196 | 249-221-22 |
| CMYK             | 70-40-0-23 | 0-11-91-2  |

### Marinevlag
De marineversie van de nationale vlag toont een donkerblauw kruis met een wit-blauwe rand en de Oekraïense 'normale' nationale vlag in het kanton. Het blauw van het kruis en de rand is donkerder dan het blauw van de Oekraïense tweekleur. Dit is een schending van vexillologische normen wanneer die strikt geïnterpreteerd worden, aangezien het opnemen van twee verschillende kleuren blauw op hetzelfde doek, die elkaar ook nog eens raken, in de vexillologie (en heraldiek) vaak als ongewenst wordt beschouwd. Hier kan tegenin gebracht worden dat lichtblauw en donkerblauw in de Oekraïense cultuur als twee aparte kleuren gezien worden. Bovendien valt donkerblauw op zee beter op dan lichtblauw, hetgeen de voor oorlogsschepen belangrijke herkenbaarheid vergroot.
Behalve de hier getoonde marinevlag zijn er aparte varianten in gebruik voor bijvoorbeeld schepen die hun anker hebben uitgeslagen en voor schepen die aan een parade meedoen. Deze vlaggen hebben doorgaans dezelfde hoogte-breedteverhouding als de 'normale' nationale vlag.

## Geschiedenis

Banier van Galicië-Wolynië (1410)

Banier van troepen uit het gebied rondom Lemberg tijdens de Slag bij Tannenberg

De "Roetheense Leeuw" op het wapen van de Poolse woiwodschap Roethenië1366-1772

### Oorsprong van de nationale kleuren
Hoewel Oekraïne pas sinds de 20e eeuw als natiestaat bestaat, behoort zijn blauw-gele kleurencombinatie tot de oudste van Europa. De oorsprong van de Oekraïense kleuren ligt vooral in het middeleeuwse Galicië-Wolynië, waarvan het wapen in de tweede helft van de 13e eeuw een gouden leeuw op een blauw veld toont. Maar zoals verder in deze paragraaf besproken wordt, heeft de kleurencombinatie blauw-geel zich gedurende de eeuwen langzaam tot de Oekraïense nationale kleuren ontwikkeld en heeft het blauw-geel ook buiten de erfenis van Galicië-Wolynië om een plek in de Oekraïense cultuur kunnen verwerven.
De oudst bekende leeuw van de Galicisch-Wolynse leeuw staat op het zegel van een oorkonde van de vorsten Andreas (Andrij) en Leo II (Lev II) uit 1316. Sommige historici stellen dat het zegel teruggaat tot Leo I, de zoon van koning Daniel van Galicië. De afgebeelde Leeuw van Roethenië werd ook op munten afgebeeld, die met het opschrift moneta Rutheniae in de periode tussen 1350 en 1410 in Lemberg geslagen werden.

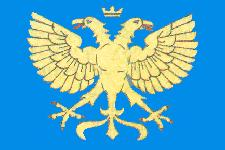
Banier van troepen uit het gebied rondom Przemyśl tijdens de Slag bij Tannenberg

In 1410 namen vrijwilligerslegers uit de streek rondom Lemberg deel aan de Slag bij Tannenberg. Zij streden onder de blauwe banier met de gouden leeuw aan de zijde van de koning van Polen. De vrijwilligers uit het Przemyśler Land gebruikten een banier in dezelfde kleuren: een gouden dubbelkoppige adelaar op een blauwe achtergrond.

### Nationale kleuren onder Pools bewind
Onmiddellijk na de dood van de laatste Galicisch-Wolynse vorst Boleslaw Joris II in 1340 (vergiftigd door Bojaren in Vołodymyr), werden Galicië en Wolynië veroverd door koning Casimir III de Grote van Polen. In eerste instantie zou Galicië-Wolynië door Bojaren geregeerd worden, maar in 1349 werd het aan de Poolse kroongebieden toegevoegd. De gebieden die nu in het westen van Oekraïne liggen zouden door de acties van Casimir de Grote tot 1774 Pools zijn (en later in de geschiedenis zou dat weer zo zijn, de huidige grenzen dateren van 1945).
In 1432 ging Galicië-Wolynië de Poolse woiwodschap Roethenië (Pools: Wojewódzstwo ruskie, Ruśke vojevodstvo) vormen, bestaande uit het Lemberger Land, het Przemyśler Land, het Halitscher Land en het Sanoker Land. Later werd hier ook het gebied rondom Chełm aan toegevoegd. De gouden Galicische leeuw op een blauw veld zou het wapen van de woiwodschap worden en het symbool van het door de Polen beheerste West-Roethenië. De Polen hebben overigens met weinig succes pogingen ondernomen om de kleuren van het wapen te veranderen in het Poolse wit-rood.

### Kozakken en Hetmanaat
In tegenstelling tot in de gebieden die nu in het westen van Oekraïne liggen, ontstond in de gebieden die nu tot Linkeroever-Oekraïne gerekend worden (plus de streek rond Kiev) geen eenduidig nationaal kleurenpatroon. De sinds de 15e eeuw hier wonende Kozakken gebruikten vaak vaandels van vorsten waar ze mee samenwerkten. Zo liet keizer Rudolf II van het Heilige Roomse Rijk in 1593 een banier overbrengen naar de Kozakken; deze banier zou nog lange tijd door Kozakken gebruikt worden.

Aartsengel Michaël in het wapen van de woiwodschap Kiev, 1569-1793

Tijdens de opstand onder hetman Bohdan Chmelnyzkyj (1648-1654) voerden de Kozakken banieren in makkelijk te onderscheiden kleuren, met afbeeldingen van hemelobjecten (de halve maan en sterren), kruizen, streekwapens en de persoonlijke wapens van diverse hetmannen. De belangrijke daarvan was een in 1646 door koning Wladislaus IV van Polen geschonken blauwe banier met een rood-witte Poolse adelaar. In februari 1649 gaven de gezanten van de nieuwe Poolse koning Jan II Casimir in Perejaslaw-Chmelnyzkyj de plaatselijke hetman een rode banier met daarop een witte Poolse adelaar en de tekst "Ioannes Casimirus rex". Deze beide Poolse banieren gingen in 1651 tijdens de Slag van Berestečko verloren.
De Zaporozje-Kozak hadden eigen vaandels. Hun "grote banier" was rood met aan de voorzijde een witte afbeelding van de aartsengel Michaël (wapen van de Roetheense landen in het Grootvorstendom Litouwen, tegenwoordig ook het symbool van Kiev en de patroonheilige van Kiev en Oekraïne) en een wit verkort kruis pattée (het zogenaamde Kozakkenkruis) omgeven door gouden hemelobjecten (zon, halve maan en sterren) aan de achterkant. De legereenheden van deze Kozakken hadden eigen banieren, meestal donkerrood met afbeeldingen van heiligen of Kozakkenkruizen. Op het water gebruikten deze Kozakken een witte vlag met de afbeelding van Sint-Nicolaas.

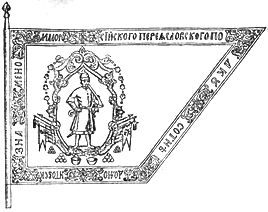
Banier van een regiment uit Perejaslaw-Chmelnyzkyj, 1762

In de 18e eeuw begint de verspreiding van de blauw-gele kleurcombinatie ook in het Hetmanaat (Heťmanščyna). Hieraan lagen weinig West-Oekraïense invloeden ten grondslag (op dat moment was het westen van Oekraïne stevig in Poolse handen). De reden dat het blauw-geel ook in het oosten van het huidige Oekraïne ingang vond, is het tegen Rusland gesloten bondgenootschap van hetman Ivan Mazepa met Zweden. Tijdens de Grote Noordse Oorlog streden kozakken onder leiding van Mazepa samen met troepen van de Zweedse koning Karel XII (koning van 1697 tot 1718) tegen de legers van Peter de Grote; zij zouden de beslissende Slag bij Poltava verliezen. De aan Zweden trouwe Kozakken droegen in die tijd blauw-gele armbanden, om door de Zweden als bondgenoot erkend te worden. Blauw en geel zijn al sinds de 16e eeuw de kleuren van de vlag van Zweden. Het is niet duidelijk of dit vrijwillig gebeurde of in opdracht van de Zweden. Bewijzen voor een dergelijke Zweedse eis zijn namelijk nooit gevonden, maar het is niet uitgesloten dat de Zweden de totstandkoming van de kleuren geel en blauw als nationale kleuren hebben bevorderd.
Op banieren van legereenheden verschijnt in deze tijd vaak een Zaporozje-Kozak met een musket op zijn schouder in combinatie met het embleem van het betreffende legeronderdeel. De kleuren van deze banieren waren geel en blauw. De Kozak met musket werd in die tijd als "Wapen van de natie" gezien en verschijnt ook tegenwoordig weer op vlaggen en wapens uit het oosten van Oekraïne, zoals de Vlag van de oblast Dnjepropetrovsk en de Vlag van de oblast Zaporizja.
Tijdgenoten van Ivan Gonta hebben gezegd dat bij de Hajdamakenopstand die onder zijn leiding in 1768 uitbrak geel-blauwe vlaggen werden gebruikt.

### Galicië en Lodomerië

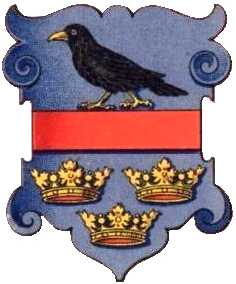
Wapen van Galicië en Lodomerië, 1772-1918

Landesflagge van Galicië en Lodomerië, 1772

Landesflagge van Galicië en Lodomerië, ca. 1800-1849; Landesflagge van Boekovina, 1849-1918

Landesflagge van Galicië en Lodomerië, 1849-1918

Als gevolg van de Eerste Poolse Deling van 1772 ging de woiwodschap Roethenië naar Oostenrijk, dat het gebied claimde op grond van een kortdurend 13e-eeuws Hongaars bewind over Galicië-Wolynië. Galicië en Wolynië werden sinds die tijd ook genoemd in de titels van de Hongaarse koningen, die inmiddels door de Oostenrijkse Habsburgers gevoerd werden. Van deze titulatuur leidde men ook de Latijnse benaming van deze landen af - koninkrijk Galicië en Lodomerië. Het koninkrijk omvatte de gebieden in Galicië rondom Lemberg, Halytsj en Przemyśl, maar ondanks de naam van het koninkrijk werd Wolynië bij de Eerste Poolse Deling onderdeel van het Russische Rijk. In 1775 werd de op het Ottomaanse Rijk veroverde Boekovina aan het Koninkrijk Galicië en Lodomerië toegevoegd.
Na de aansluiting bij Oostenrijk raakten de oude landskleuren blauw en geel in de vergetelheid. Het koninkrijk ging een nieuw wapenschild voeren, bestaande uit een zwarte raaf op een rode balk met drie gouden kronen. Hiervan werden de nieuwe landskleuren blauw-rood-geel afgeleid, waarbij het geel al snel verdween en het blauw-rood over bleef. Toen de Boekovina in 1849 uit het koninkrijk werd losgemaakt en een zelfstandig hertogdom ging vormen, zou het Koninkrijk Galicië en Lodomerië de kleurencombinatie rood-blauw gaan gebruiken en de Boekovina de combinatie blauw-rood.
In het Revolutiejaar 1848 kwam het tot een wederopstanding van de Roetheense nationale kleuren. Op 2 mei 1848 kwam in Lemberg de Roetheense Hoofdraad (Hołovna Ruśka Rada) samen, die een pro-Oostenrijkse opstelling had.
In april van dat jaar werd op verzoek van de Oostenrijkers een nationale garde opgericht, bedoeld om de orde te handhaven en de machtspositie van de Oostenrijkers te ondersteunen. In artikel 19 van de oprichtingswet werd opgemerkt dat ieder bataljon een eigen banier heeft en elk squadron een eigen standaard; allemaal in de landskleuren rood en blauw.
Tijdens het eerste panslavistische congres in Praag (2-16 juni 1848), dat anti-Oostenrijks en anti-Russisch was, bereikten de delegaties van Roethenen en Polen een compromis, waarna de eenheden van de nationale garde in Galicië de wapens en kleuren van beide volkeren zouden gaan gebruiken. Toen in juni op het Lembergse stadhuis de blauw-gele vlag verscheen, distantieerden de Raadsleden zich daarvan.

Banier van de Roetheense Nationale Garde, 1848

Tegen de afspraken in werd er toch een Poolse garde opgericht, waarna ook de Roethenen (Oekraïners) verzoek van de Roetheense Hoofdraad op 20 september 1848 een eigen garde oprichtten. Als vaandel gebruikten de eenheden een blauw doek met daarop een gouden (gele) "Roetheense Leeuw". Aangezien het technisch moeilijk was om deze vlag te maken, ging men al snel over op een doek met twee horizontale banen in de "Roetheense kleuren". Beide combinaties kwamen voor: blauw boven geel en geel boven blauw.
Aangezien Galicië tegen het einde van de 19e eeuw het "Oekraïense Piëmont" geworden was, in de zin dat in Galicië de beweging voor de Oekraïense eenwording op gang kwam, werden de kleuren blauw en geel in de door Oekraïners bewoonde gebieden van het Russische Rijk snel overgenomen. In de jaren 1911-1913 kwam het in Lembergse en Kievse tijdschriften tot een brede discussie over de Oekraïense symbolen, waarbij de kleuren blauw en geel als nationale kleuren niet betwijfeld werden; er werd alleen gestreden over hun volgorde — geel-blauw of blauw-geel.

### Onafhankelijkheid, 1917-1920

Oekraïense Volksrepubliek, mogelijke vlag

Tijdens de pogingen tussen 1917 en 1920 om een onafhankelijke Oekraïense staat op te bouwen werden zowel geel-blauwe als blauw-gele vlaggen gebruikt.
Er zijn geen overtuigende bronnen die aantonen dat de Oekraïense Volksrepubliek, die tussen 1917 en 1919 bestond, een eigen officiële vlag heeft gehad. Sommige bronnen stellen dat de Tsentralna Rada op 22 maart 1918 de geel-blauwe vlag aannam. Andere bronnen menen dat bewijs hiervoor ontbreekt en stellen dat een blauw-gele vlag in gebruik was bij de oorlogsvloot en wellicht ook bij de nationale overheid.

Kaiserliche Kriegsflagge

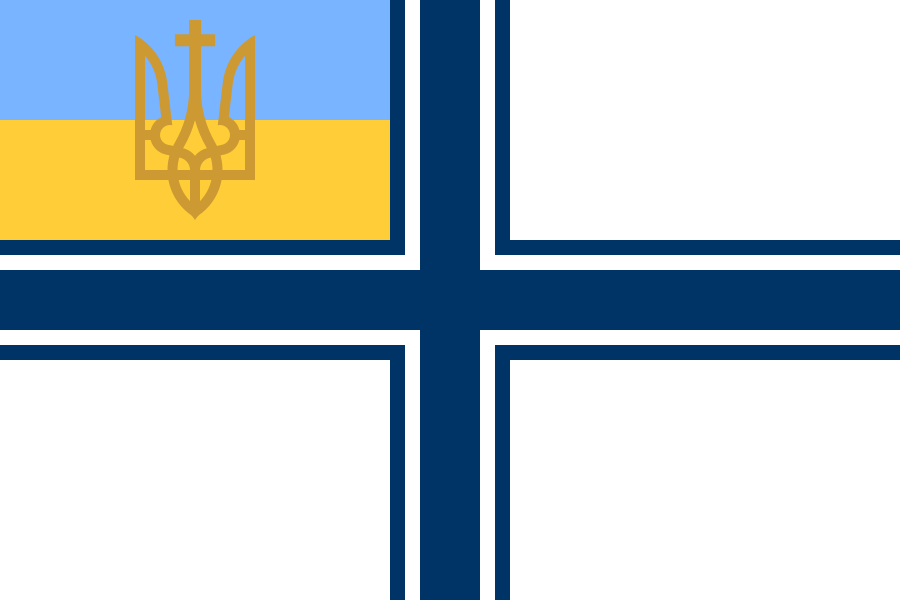
Marinevlag van de Oekraïense Staatsvloot, 1918

De officiële vlag van Pavlo Skoropadsky's hetmanaat was blauw-geel en werd onder Symon Petliura's Directoraat lichtblauw-geel. In de periode van dit hetmanaat werd ook de basis voor de huidige marinevlag gelegd. Op 18 juli 1918 legde de hetman het ontwerp voor de vlag van de Oekraïense Staatsvloot vast. Deze vlag bestond uit een donkerblauw kruis met een wit-donkerblauwe rand op een witte achtergrond, met in het kanton de Oekraïense vlag en daaroverheen het nationale heraldische symbool, de drietand. Deze vlag was afgeleid van de marinevlag van de Kaiserliche Marine (1871-1919). De marinevlag uit deze periode wordt in het onafhankelijke Oekraïne weer gebruikt, maar nu zonder de drietand.
In dezelfde periode beheersten onafhankelijke Zaporozje-Kozakken enkele gebieden; zij gebruikten een groen-zwarte vlag.
De vlag van de West-Oekraïense Nationale Republiek was blauw-geel. Onder Oekraïners in het buitenland ontstond discussie welke volgorde van blauw en geel de 'echte' vlag toonde, maar men besloot voorlopig de lichtblauw-gele vlag te gebruiken en later in een onafhankelijk Oekraïne de discussie voort te zetten.

### Socialistische Sovjetrepubliek Oekraïne

Vlag van de SSR Oekraïne (1919-1929)

Vlag van de SSR Oekraïne (1929-1937)

Vlag van de SSR Oekraïne (1937-1949)

Vlag van de SSR Oekraïne (1949-1991)

Als deelrepubliek van de Sovjet-Unie had de Socialistische Sovjetrepubliek Oekraïne een eigen vlag, gebaseerd op de vlag van de Sovjet-Unie. Tussen 1919 en 1930 was dit een rode vlag met in de linkerbovenhoek de afkorting УССР (USSR) in gouden letters. In 1923 en 1927 werd de stijl van deze letters veranderd, maar bleef de vlag verder hetzelfde. In 1930 werd een gouden kader om deze letters geplaatst. In 1937 werd het kader weer weggehaald en werden er een hamer en een sikkel boven de letters (nu УРСР, de afkorting van Oekraïense SSR in het Oekraïens) geplaatst. In 1940 werden de hamer en sikkel onder de letters geplaatst en werd de stijl van de letters weer veranderd.
Op 21 november 1949 werd er een vlag aangenomen die het langer volhield, namelijk tot het land zich losmaakte uit de Sovjet-Unie. Deze vlag bestond uit een rood veld met een gouden hamer, sikkel en ster. Het onderste derde deel van de vlag is lichtblauw. De achterzijde van de vlag toonde officieel geen hamer, sikkel en ster, maar in de praktijk vaak wel. Het blauw onderaan symboliseert de macht en schoonheid van het volk, en het blauwe vaandel van Bohdan Chmelnytsky.

### Hernieuwde onafhankelijkheid

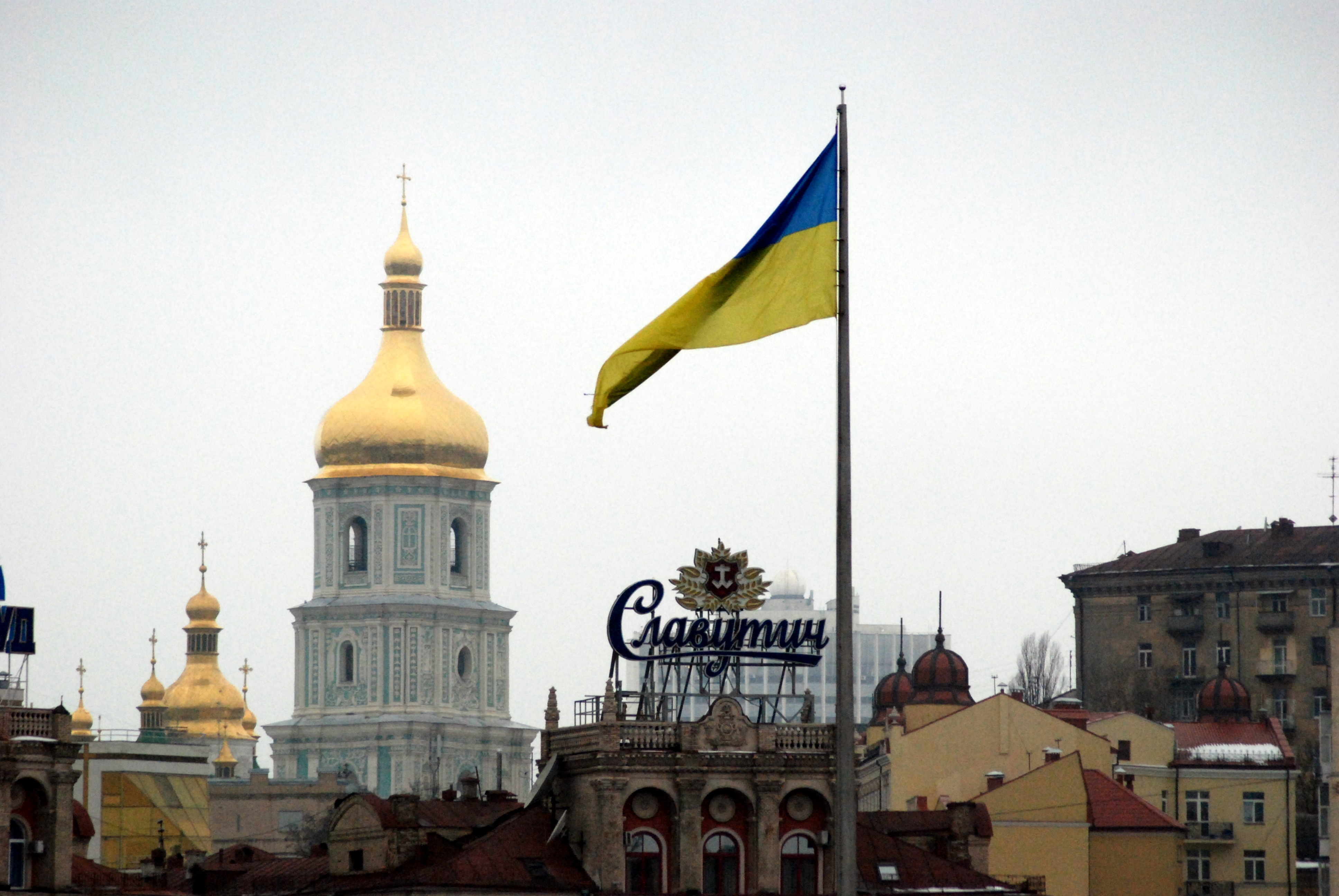
Oekraïense vlag op Majdan Nezalezjnosti

Tijdens het bewind van Michail Gorbatsjov werd, als gevolg van perestrojka en glasnost, de roep om autonomie en onafhankelijkheid in diverse Sovjet-republieken steeds groter, met name in de Baltische staten en het westen van Oekraïne. Daarbij wensten grote groepen mensen dat hun deelrepubliek de oude nationale symbolen weer in gebruik mocht nemen. In 1988 besloot Litouwen zijn oude vlag weer in te voeren, gevolgd door Letland en Estland.
Deze gebeurtenissen liepen vooruit op wat nationalistische Oekraïners wensten. Vooral in het westen van het land en in Kiev werden de demonstraties en volksfeesten onder de geel-blauwe vlaggen steeds talrijker. Op 20 maart 1990 besloot de gemeenteraad van Ternopil de blauw-gele vlag, de drietand en het volkslied van Oekraïne weer in te voeren, na korte tijd gevolgd door het Oblast Lviv. Op 29 april van hetzelfde jaar werd in Ternopil voor het eerst de blauw-gele vlag gehesen zonder de vlag van de Oekraïense SSR ernaast. Op 24 juli gebeurde ditzelfde in de hoofdstad Kiev, bij het stadhuis op de Chresjtsjatyk. Op 24 augustus 1991 verklaarde Oekraïne zich onafhankelijk, waarna op 4 september van dat jaar de blauw-gele vlag formeel werd aangenomen en vanaf het Oekraïense parlementsgebouw werd gehesen.